# TargetLink
TargetLink ist eine Software des Herstellers dSPACE zur automatischen Seriencodegenerierung basierend auf einer Untermenge von Simulink/Stateflow-Modellen. TargetLink benötigt eine existierende Matlab/Simulink-Installation und ein separates mitgeliefertes sog. Blockset.
TargetLink generiert sowohl ANSI-C, als auch prozessoroptimierten Code. Des Weiteren unterstützt TargetLink die Code-Generierung für AUTOSAR-Software-Komponenten für den Automobilbereich. Eine MISRA-C:2012 Compliance-Dokumentation ist auf Anfrage erhältlich.
Die Verwaltung aller zur Codegenerierung relevanten Informationen erfolgt in einem zentralen Datencontainer, genannt Data Dictionary.
Der Test des generierten Codes wird in Simulink durchgeführt, welches auch für die Spezifikation der zugrundeliegenden Simulationsmodelle eingesetzt wurde. TargetLink unterstützt drei Simulationsmodi zum Testen des generierten Codes:
1. Model in the Loop (MIL): Bei diesem Simulationstyp wird das Modelldesign geprüft. Die MIL wird auch als Floating-Point Simulation bezeichnet, da die Variablen typischerweise als Gleitkommazahlen vorliegen.
2. Software in the Loop (SIL): Die Simulation beruht auf der Ausführung von generiertem Code, welcher auf einem PC-System läuft. Die Variablentypen sind typischerweise Gleit- oder Festkommazahlen.
3. Processor in the Loop (PIL): Bei der PIL läuft der generierte Code auf der Zielhardware bzw. auf einem Evaluierungs-Board. Durch die Einbindung eines sogenannten Real-Time-Frames wird es ermöglicht, die Simulationsergebnisse sowie Speicherverbrauch und Laufzeitinformationen auf den PC zu übertragen.

Die Motor Industry Software Reliability Association (MISRA) hat für TargetLink Ende 2007 offizielle MISRA-Modellierungsrichtlinien veröffentlicht (MISRA AC TL), die insbesondere für funktionale Sicherheit und für die Erstellung sicherheitskritischer Anwendungen von Bedeutung sind, jedoch nicht mehr weiterentwickelt werden. Im Jahr 2009 zertifizierte der TÜV SÜD TargetLink für die Entwicklung sicherheitskritischer Systeme nach ISO DIS 26262 und IEC 61508.
Auf Basis des von dSPACE beschriebenen TargetLink Reference Workflows unterstützt der Codegenerator somit eine ISO-26262-konforme, modellbasierte Softwareentwicklung. Die Betonung liegt hierbei auf "unterstützt": Eine simplifizierende Verkürzung auf die Aussage "TargetLink generiert ISO-26262-konformen Seriencode" ist, wie aus dem dSPACE Dokument deutlich hervorgeht, nicht zutreffend. Der Referenzworkflow empfiehlt bzw. fordert (in Kapitel 5) ebenso wie ISO 26262 sowohl auf Modell- als auch auf Code-Ebene die Einhaltung und Überprüfung von Richtlinien wie MISRA AC TL, Modeling Guidelines for TargetLink, MAAB guidelines bzw. MISRA-C durch den Anwender.